# Partido Federal Republicano
El Partido Federal Republicano (PFR) es un movimiento político venezolano regional (Estado Miranda) de doctrina "conservadora social progresista", que ideológicamente sería de tendencia derecha y bajo principios federales y republicanos, siendo fundado el 20 de octubre del año 2003, en Caracas.

## Objetivos del partido
El progreso social; con visión nacional, como respuesta a la falta de proyectos concretos para el alcance de crecimiento económico, para convertir a Venezuela en un país desarrollado, mediante la presentación de soluciones y estrategias de acción.

## Historia
El origen de la ideología "conservadora social progresista", una variante de la derecha típica nació en 1942, con la unión en Canadá del partido Conservador y el partido Progresista, cuya características principal era que se oponía a cualquier tipo de intervención del Estado en materia social y económica (contrario al Partido Liberal Canadiense). Bajo las ideologías de estos partidos nace en Venezuela el Partido Federal Republicano en 2003, que no ha conseguido ningún cargo electivo.